# Salsola jacquemontii
Salsola jacquemontii là loài thực vật có hoa thuộc họ Dền. Loài này được Moq. miêu tả khoa học đầu tiên năm 1849.